# رفجیو (تگزاس)
رفجیو، تگزاس(به انگلیسی: Refugio, Texas) شهری در ایالت تگزاس از ایالات جنوبی ایالات متحده آمریکا است. در سرشماری سال ۲۰۰۰، جمعیت این شهر ۲۹۴۱ نفر اعلام شد.